# 芳香族アミノ酸
芳香族アミノ酸(ほうこうぞくアミノさん) は、その構造にベンゼン環などの芳香族基を有するアミノ酸。英語表記では Aromatic amino acid となり、これを AAA と略して表記することがある。

## 芳香族アミノ酸の例

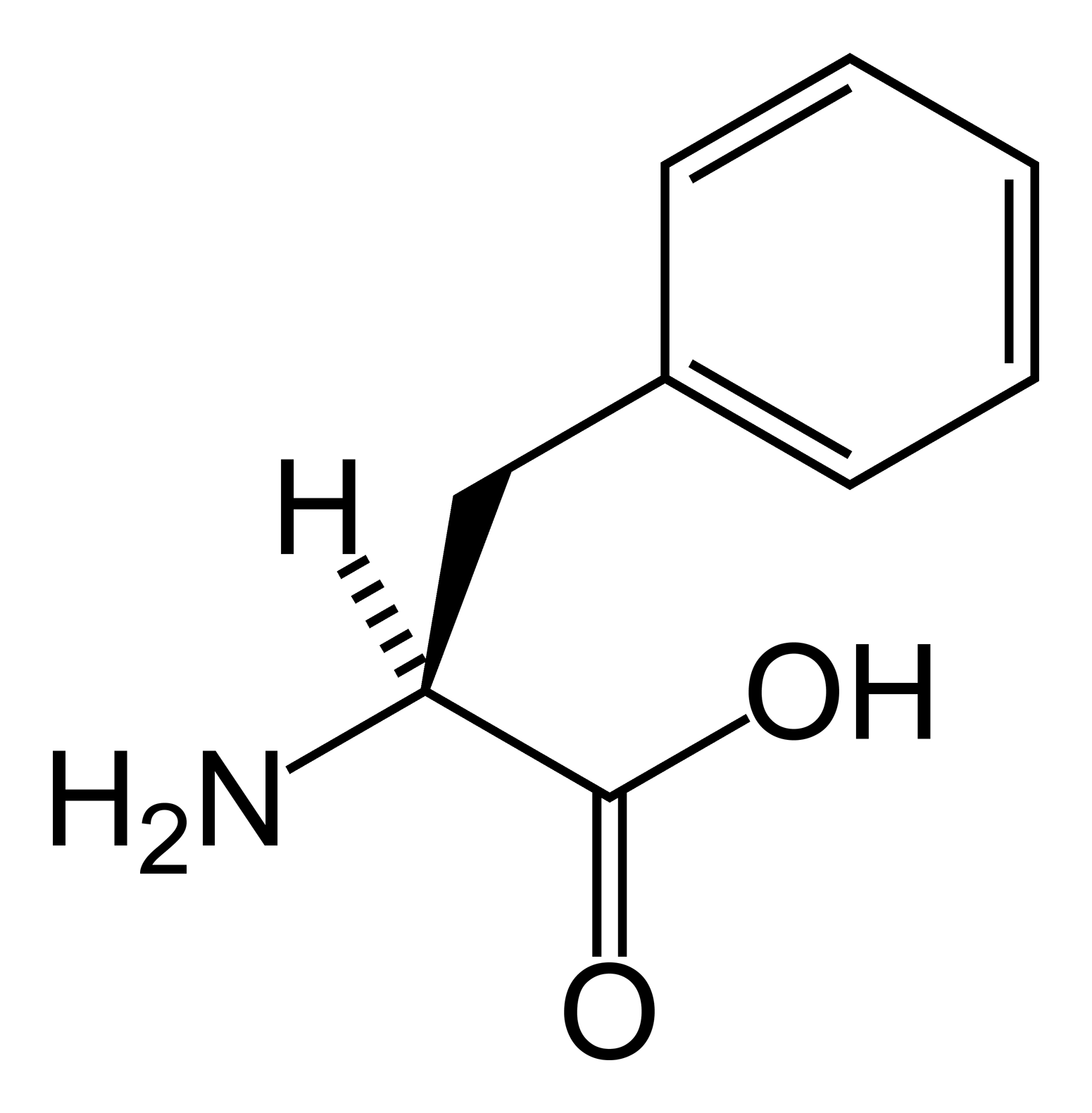
フェニルアラニン
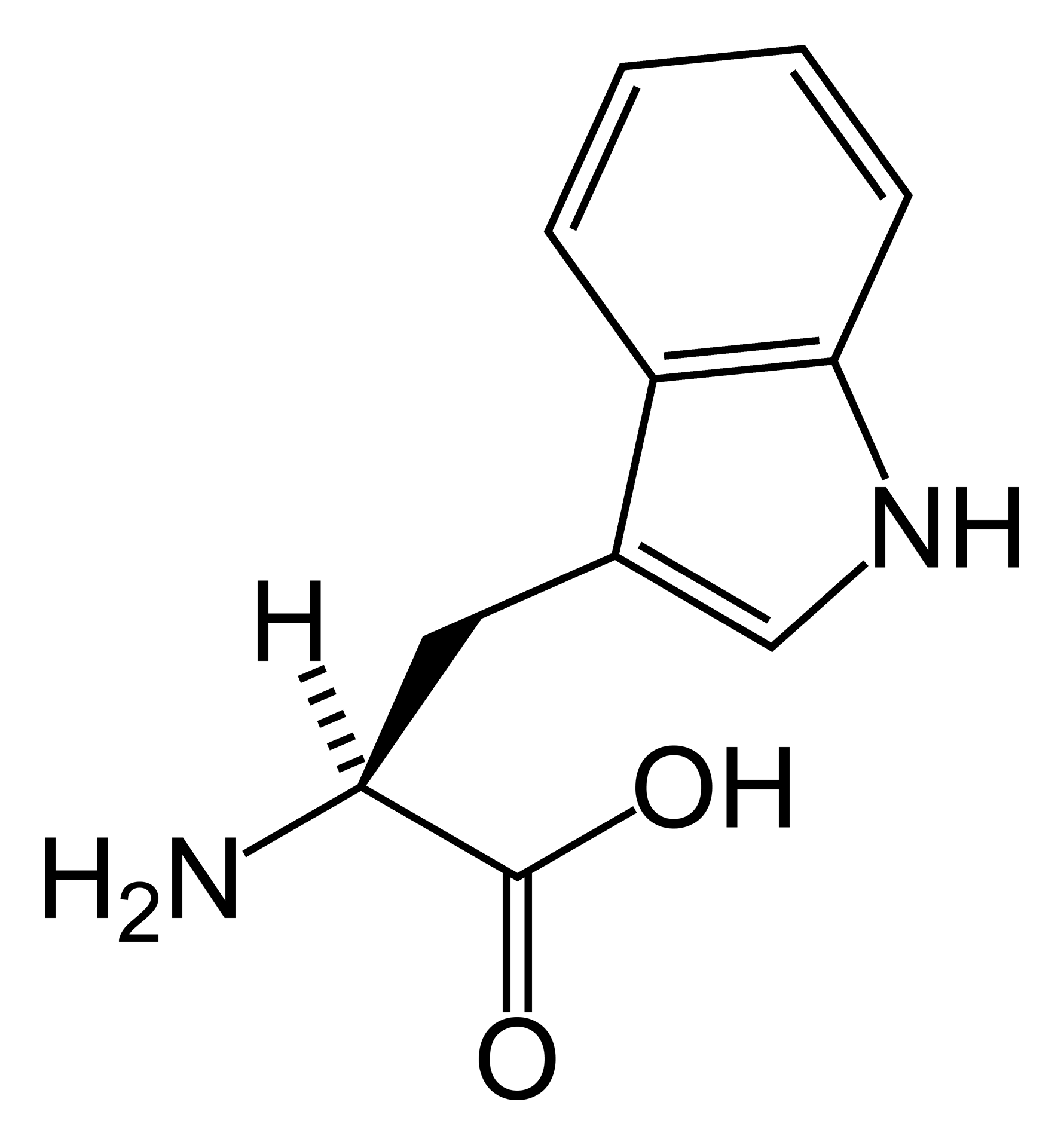
トリプトファン
ヒスチジン
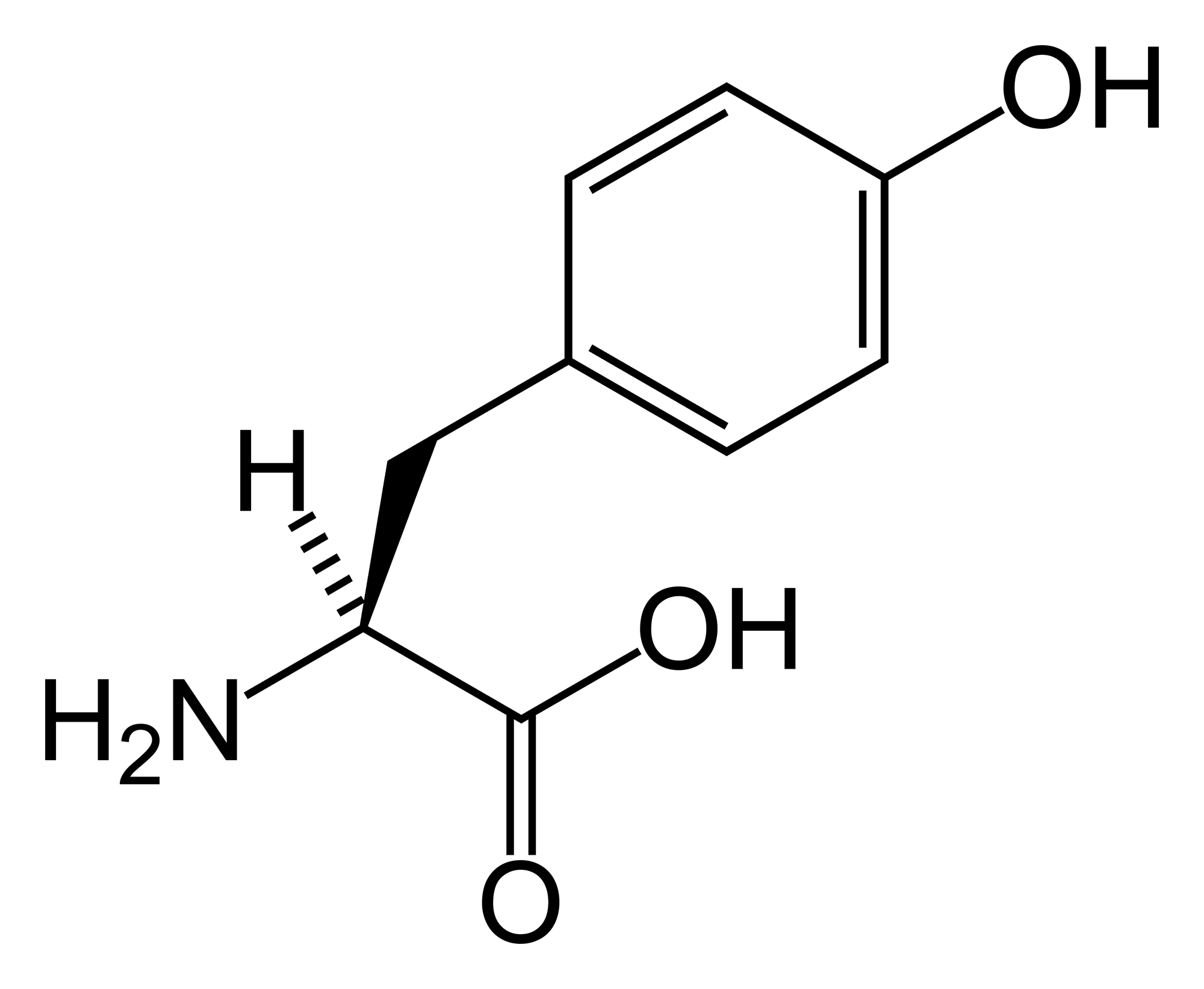
チロシン
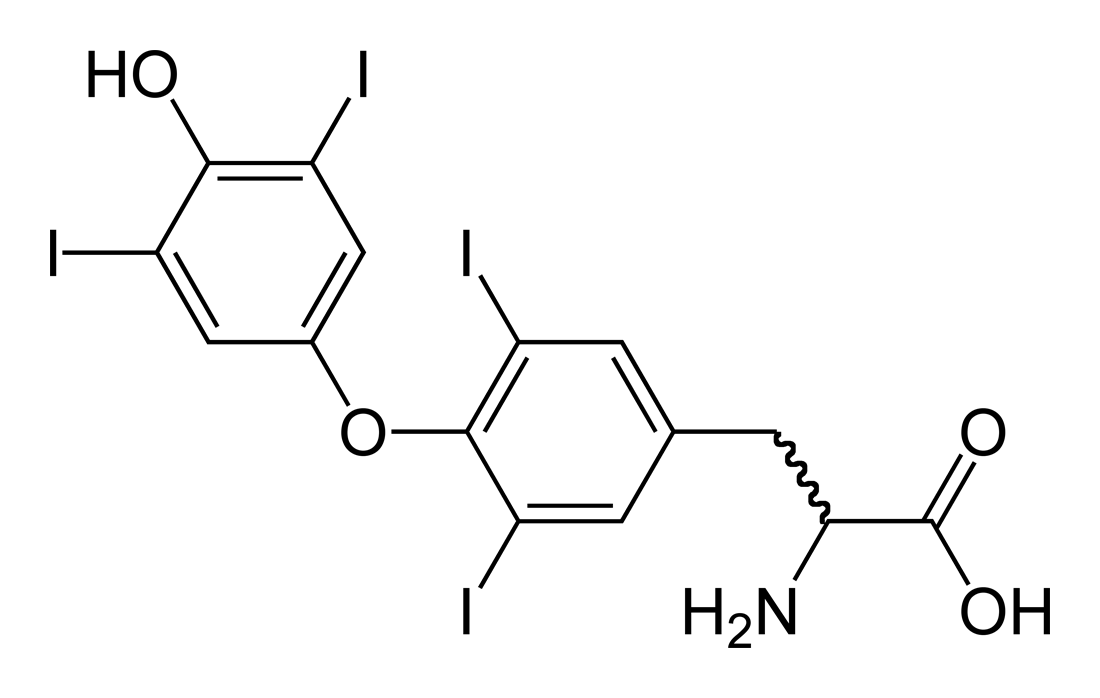
チロキシン

## 生化学
芳香族アミノ酸(AAA)と分岐鎖アミノ酸(BCAA)は、血液脳関門(BBB)を通過するのに同じ輸送担体を使用する。
このため何らかの疾患等により血中のBCAA/AAA比(フィッシャー比)がバランスを大きく崩すと脳機能への影響が出る可能性がある。